# Windsor (Kolorado)
Windsor – miasto w Stanach Zjednoczonych, w stanie Kolorado, w hrabstwie Weld.

## Demografia
W roku 2010 miasto zamieszkiwały 18 644 osoby, a gęstość zaludnienia wynosiła 481,8 osoby/km². W roku 2023 liczba mieszkańców wzrosła do 40 349 osób, a gęstość zaludnienia przekroczyła 1040 osób/km². Na przestrzeni 13 lat zaludnienie miasta Windsor zwiększyło się prawie 2,2-krotnie.